# Stirling Gardens

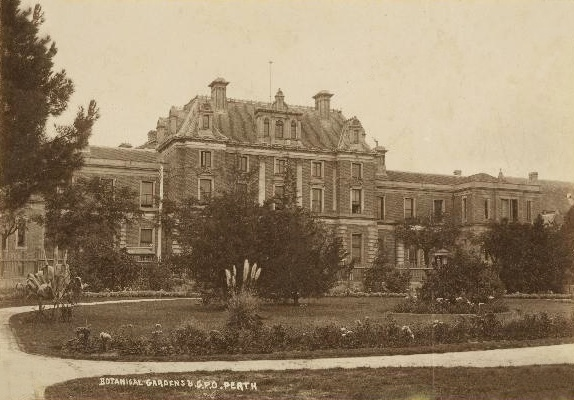
Cartolina del 1890 che mostra gli Stirling Gardens con gli Old Treasury Buildings (allora il General Post Office) attraverso St. Georges Tce sullo sfondo

Stirling Gardens è un piccolo parco pubblico a Perth, Australia Occidentale. Il nome deriva da James Stirling.
Situato all'angolo di St Georges Terrace e Barrack Street, a ovest del Palazzo del Governo e a nord degli edifici della Corte Suprema, contiene un gruppo di sculture di una certa rilevanza.

## Storia
Fondati originariamente dalla Perth Vineyard Society nel 1845 con l'approvazione del governo, i Giardini sono stati affittati a Henry Laroche Cole per un periodo di dieci anni nel 1846 e sono stati poi restituiti al controllo del Governo, alla fine di quel periodo. Nel 1868 Enoch Barratt fu nominato Giardiniere del Governo per prendersi cura dei Government Gardens (ora noti come Stirling Gardens), una posizione che ricoprì fino al suo ritiro nel 1880.
Si tratta di una serie di caratteristiche del paesaggio che viene classificata dal National Trust.
La statua di Alexander Forrest, fratello di Sir John Forrest, fu costruita da Pietro Porcelli. Fu creata in un primo tempo in argilla di Guildford, poi in gesso di Parigi, inviata in Italia per formarla in cera e, infine, in bronzo. Fu inaugurata dal premier Walter James il 28 agosto 1903. Fu trasferita nella sede attuale nel 1916.

## Galleria d'immagini

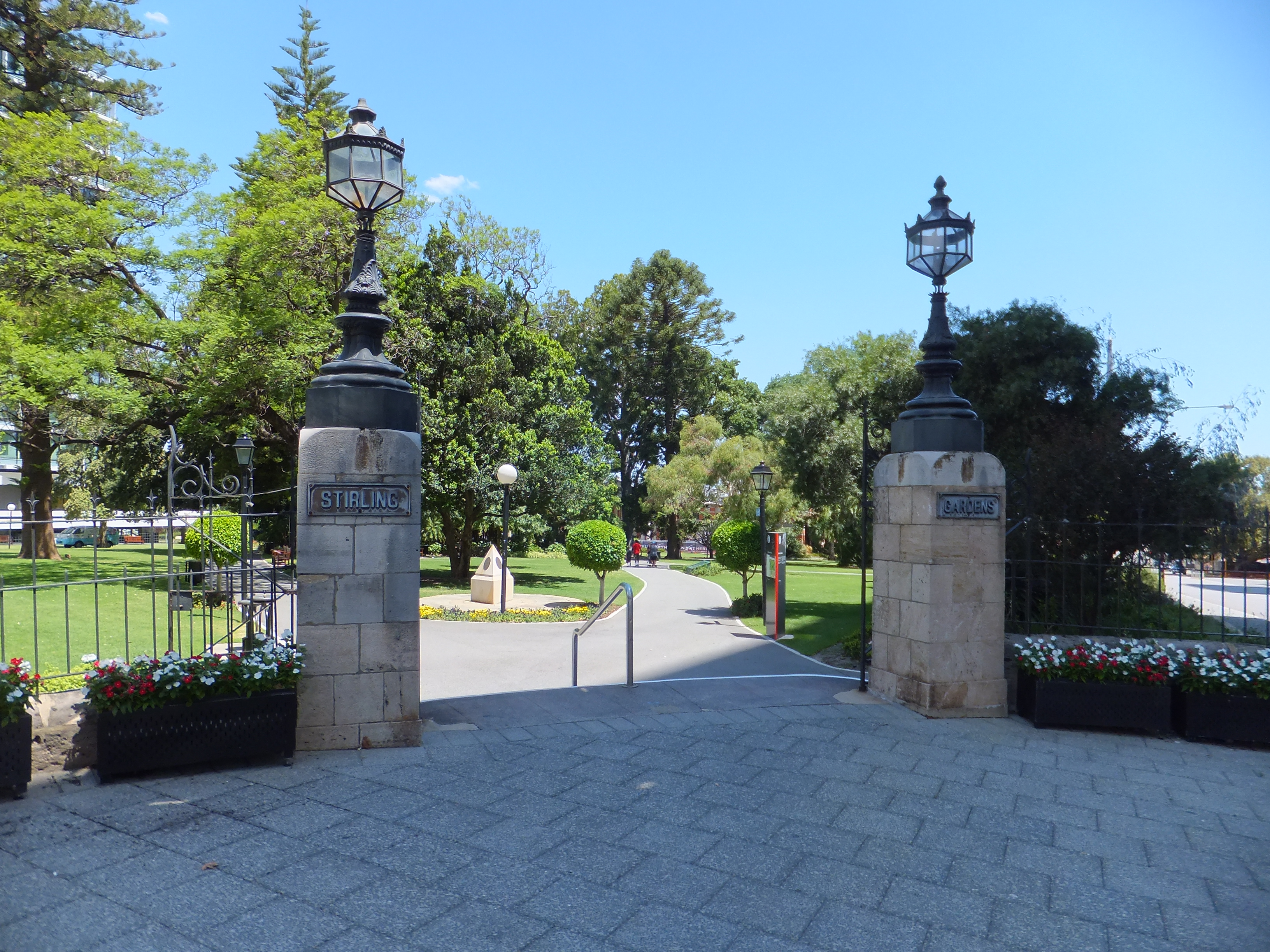
Cancello di entrata
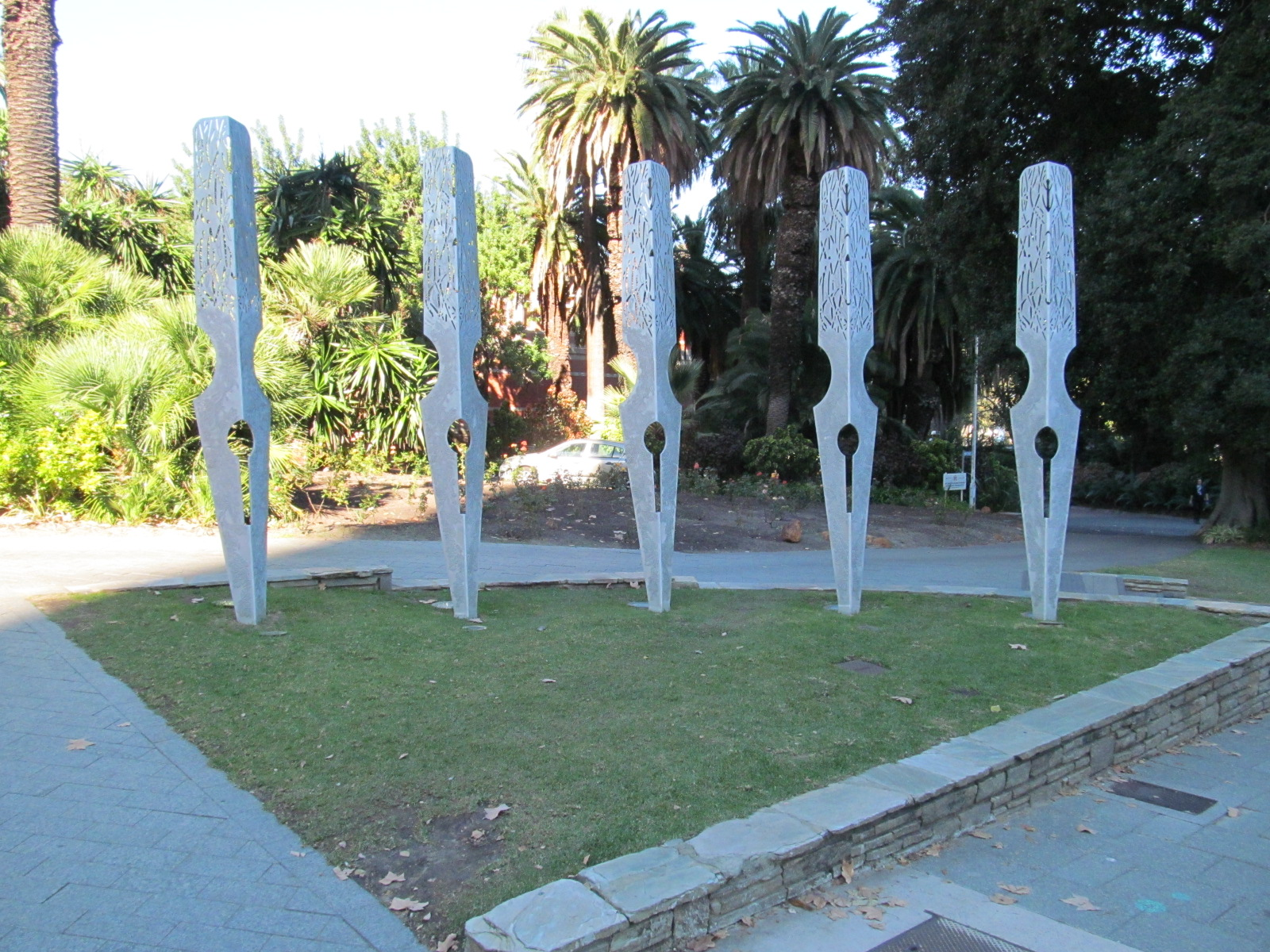
Scultura di Pen Nibs su Barrack Street, negli Stirling Gardens
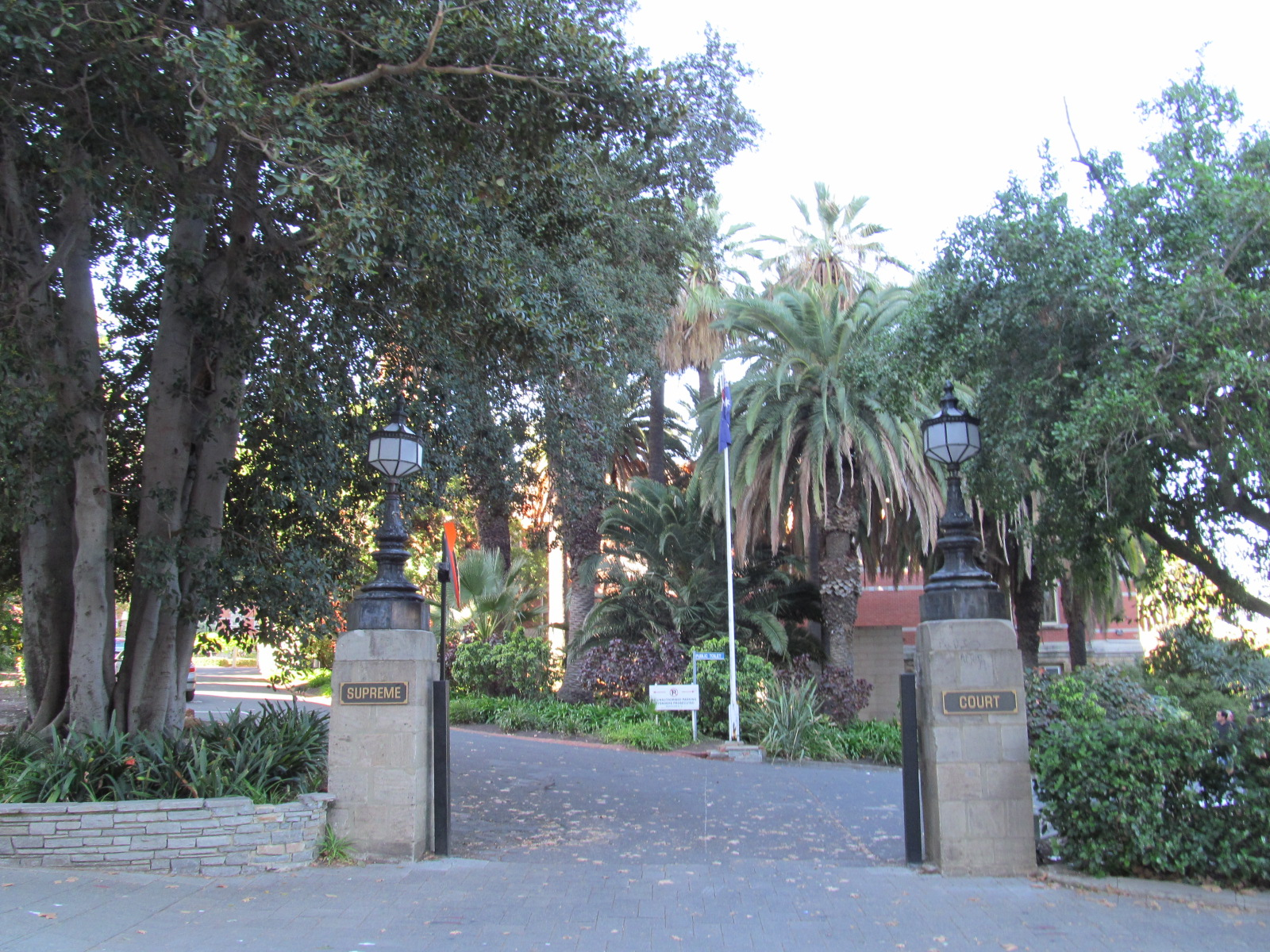
Cancello della Corte suprema negli Stirling Gardens
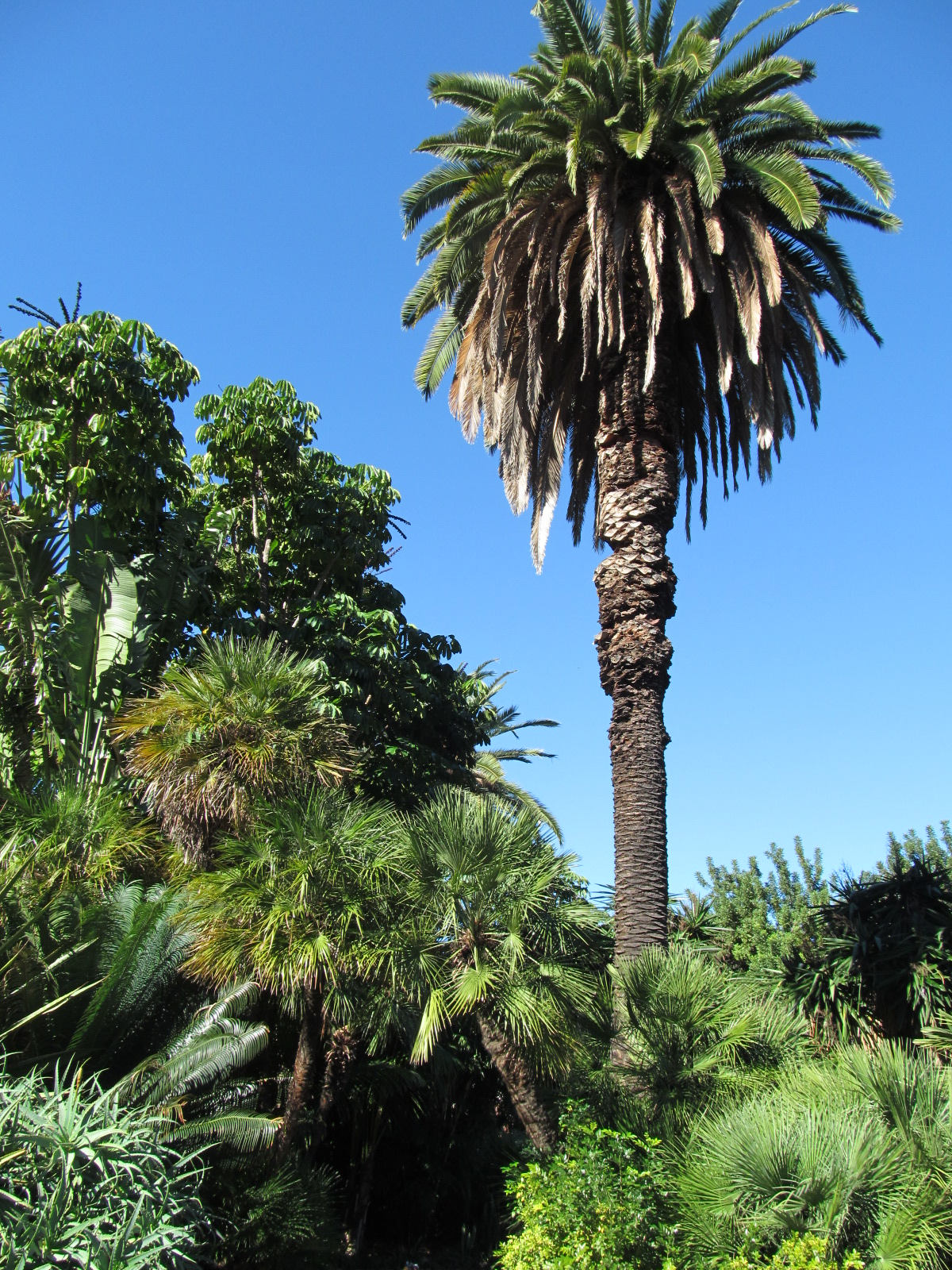
Alberi degli Stirling Gardens
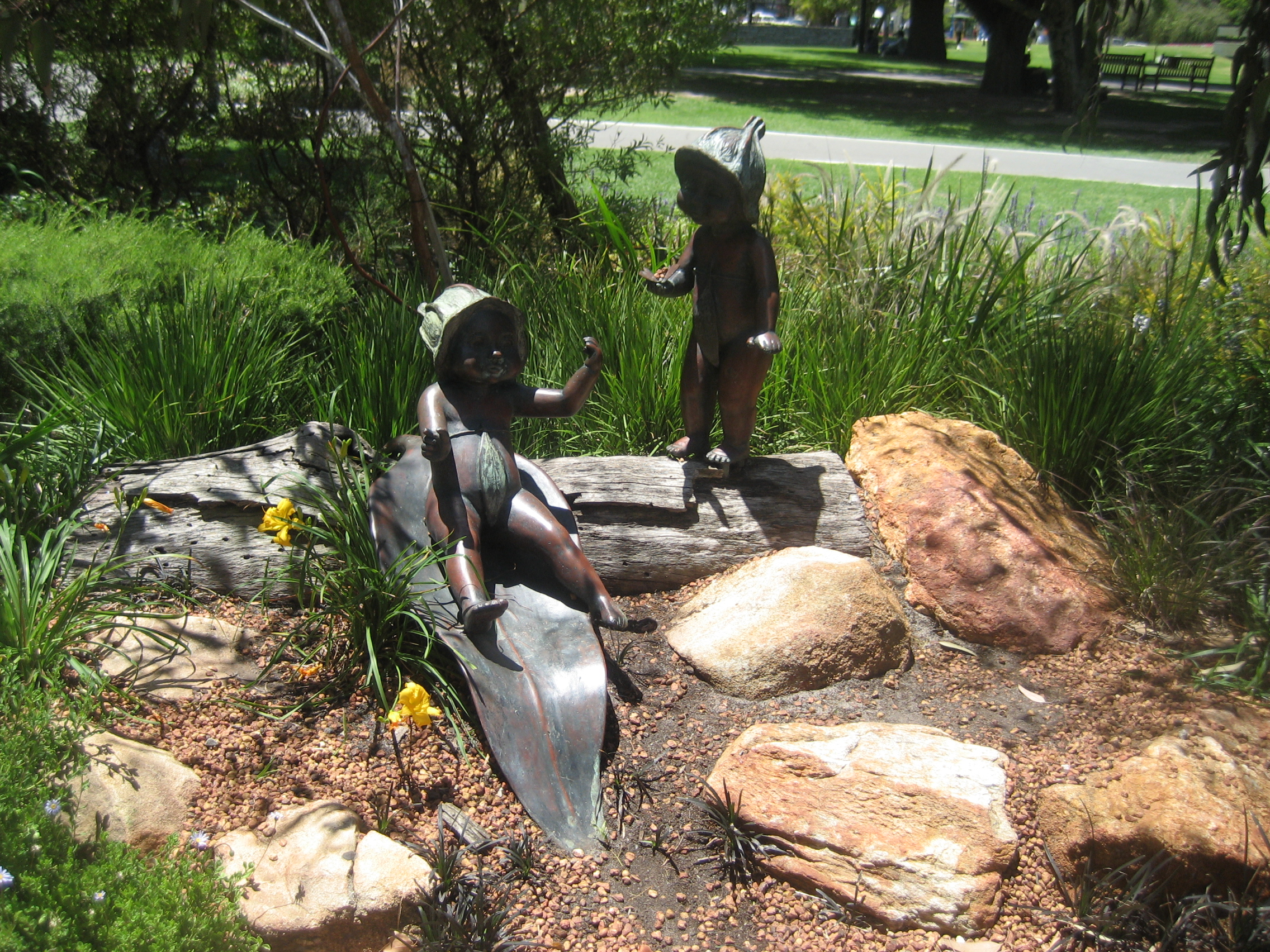
Gumnut Babies, Stirling Gardens; artisti Claire Bailey, Indra Geidans
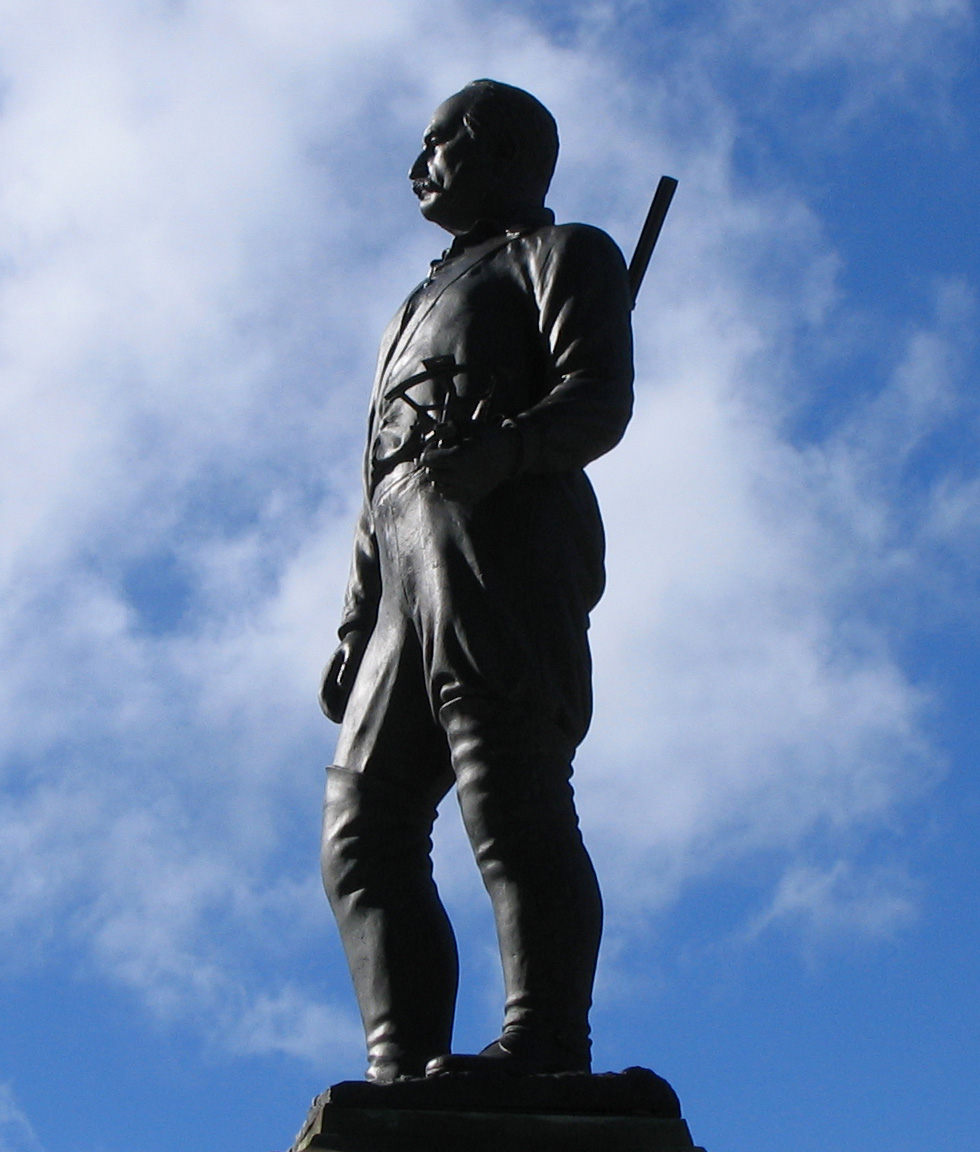
Statua di Alexander Forrest di Pietro Porcelli all'ingresso degli Stirling Gardens